# Beder (Waffe)
Beder bezeichnet einen auf der Insel Java gebräuchlichen Pfeil, der mit einem Bogen verschossen wird.

## Beschreibung
Der Beder besteht aus Holz oder Bambus. Er hat am Ende zwei Reihen aus Federn angeklebt, die zur Stabilisierung während des Fluges dienen. Am Ende ist eine U-förmige Pfeilnocke angebracht, die zum Einhaken in die Bogensehne dient. Die Pfeilspitze ist aus Metall, länglich gearbeitet und mit einem Widerhaken auf jeder Klingenseite versehen.